# Barbès - Rochechouart (métro de Paris)
Pour les articles homonymes, voir Barbès et Rochechouart.
Barbès - Rochechouart est une station des lignes 2 et 4 du métro de Paris, située à la limite des 9e, 10e et 18e arrondissements de Paris.

## Situation
La station est implantée à la limite administrative entre le quartier de Rochechouart au sud-ouest, le quartier Saint-Vincent-de-Paul au sud-est, le quartier de Clignancourt au nord-ouest et le quartier de la Goutte-d'Or au nord-est. Elle se trouve à l'intersection de quatre boulevards différents : le boulevard de Magenta au sud, le boulevard de la Chapelle à l'est, le boulevard Barbès au nord ainsi que le boulevard Marguerite-de-Rochechouart à l'ouest. Les quais sont établis :
- sur la ligne 2, en viaduc au-dessus du terre-plein central du boulevard de la Chapelle, selon l'axe est-ouest de ce dernier ;
- sur la ligne 4, en souterrain et en courbe selon les axes des boulevards Barbès et de Magenta, approximativement orientés nord-sud.

Le point d'arrêt de la ligne 2 s'intercale entre les stations Anvers et La Chapelle, tout en étant séparé de cette dernière par le faisceau ferroviaire de l'avant-gare de Paris-Nord, d'où le recours à un viaduc sur cette section de la ligne (entre les stations Anvers et Colonel Fabien) afin d'enjamber cet obstacle. Il s'agit de la quatrième et dernière station aérienne de la ligne en direction de Porte Dauphine.
La station de la ligne 4 est quant à elle encadrée par les stations Château Rouge et Gare du Nord, cette dernière étant précédée d'un raccordement de service avec les lignes 2 et 5, embranché en talon sur la voie en direction de Bagneux - Lucie Aubrac. Constituant le plus long raccordement du réseau, il donne également accès, via l'ancienne boucle terminale de la ligne 5, à la station Gare du Nord USFRT, fermée au public depuis le prolongement de cette dernière ligne jusqu'à Église de Pantin en 1942, et qui assure aujourd'hui la formation des conducteurs du métro de Paris.

## Histoire

### Mises en service
La station est ouverte le 26 mars 1903, soit presque deux mois après la mise en service du tronçon entre Anvers et Bagnolet (aujourd'hui Alexandre Dumas) de la ligne 2 Nord, intervenue le 31 janvier précédent. Jusqu'à son achèvement, les rames de métro la traversaient sans y marquer l'arrêt.
Inaugurée sous le nom de Boulevard Barbès, elle prend sa dénomination actuelle de Barbès - Rochechouart le 15 octobre 1907. Deux jours plus tard, le 17 octobre 1907, la ligne 2 Nord devient plus simplement la ligne 2 à la suite de l'absorption de la ligne 2 Sud (correspondant à une large part de l'actuelle ligne 6) par la ligne 5, effective depuis le 14 octobre de la même année.
Le 21 avril 1908, la station la ligne 4 est ouverte à son tour avec l'inauguration de son premier tronçon entre l'actuel terminus de Porte de Clignancourt et le terminus provisoire de Châtelet.

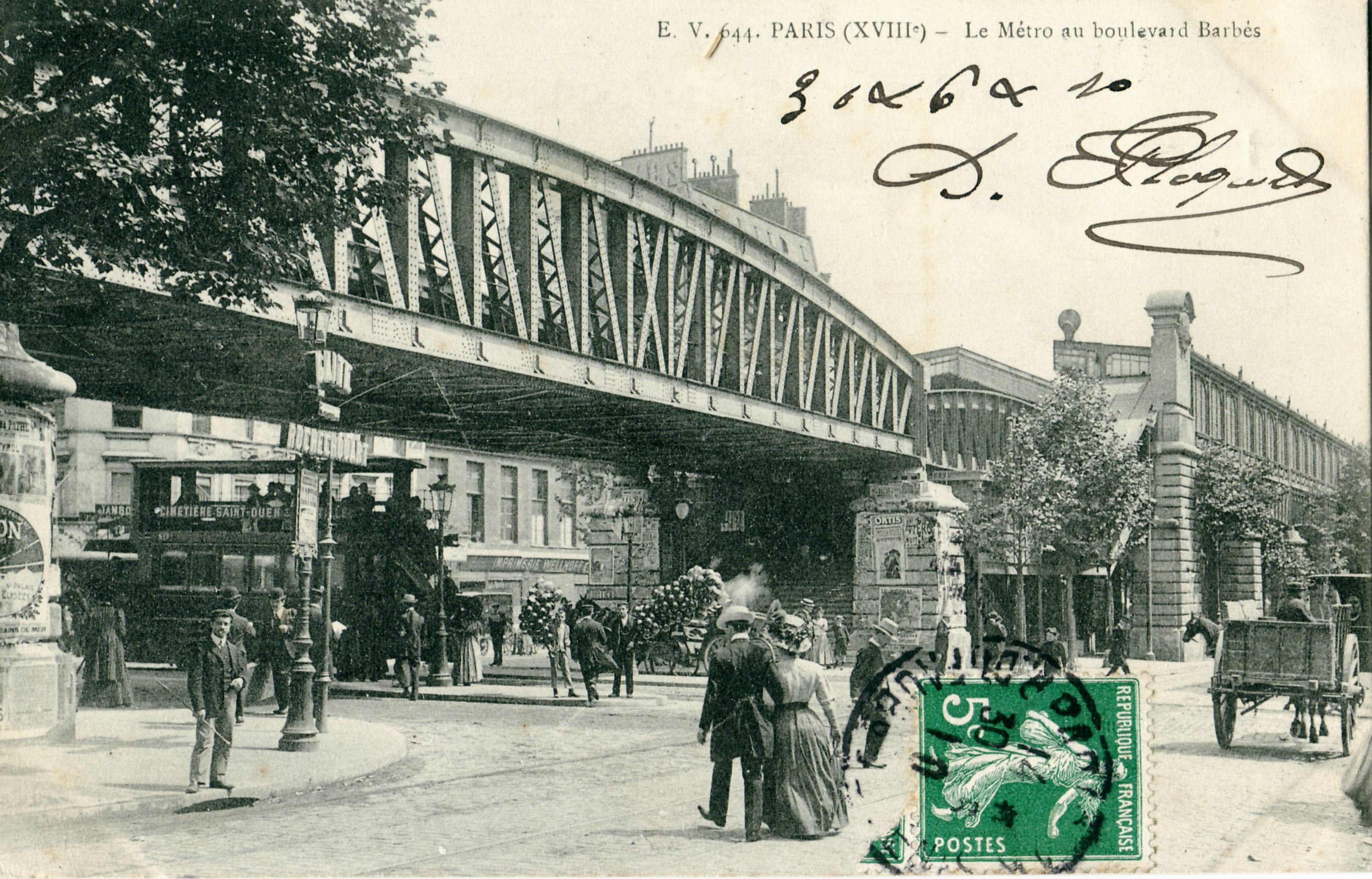
La station Boulevard Barbès, photographiée vers 1910.
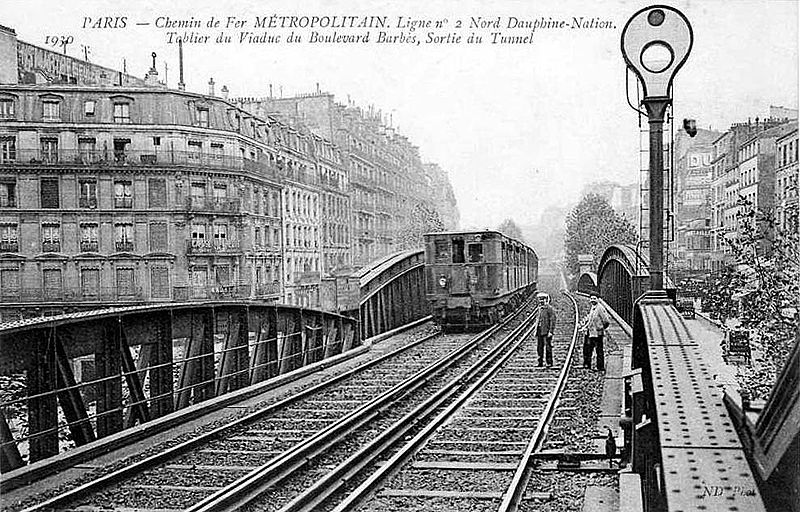
Arrivée d'une rame Sprague en direction de Nation, en 1930.

### Origine des noms
La station doit sa dénomination initiale de Boulevard Barbès à sa proximité avec la voie précitée, laquelle rend hommage à l'homme politique français Armand Barbès (1809-1870).
Le nom de Rochechouart, rajouté le 15 octobre 1907, provient du voisinage du boulevard de Rochechouart (actuel boulevard Marguerite-de-Rochechouart), dont le toponyme honore la religieuse Marguerite de Rochechouart de Montpipeau (1665-1727).
La station est ainsi la première d'une série de huit sur le réseau à s'être vue attribuer le nom d'une femme. Suivront ensuite les stations Madeleine (lignes 8, 12 et 14), Chardon-Lagache (ligne 10), Boucicaut (ligne 8), Louise Michel (ligne 3) et, plus récemment, Pierre et Marie Curie (ligne 7), Barbara (ligne 4) ainsi que Bagneux - Lucie Aubrac (ligne 4 et future ligne 15).

### Faits divers
C'est à cette station que débute l'incendie du 10 août 1903 dans le métro de Paris, causé par un court-circuit sur une motrice en bois. Surnommé la catastrophe du métropolitain, le sinistre entraîne la mort de 84 personnes, ce qui en fait le plus important accident jamais survenu sur le réseau.
C'est également à cette station que Pierre Georges, dit « Colonel Fabien », réalise le 21 août 1941 le premier attentat meurtrier contre les troupes d'Occupation lors de la Seconde Guerre mondiale, en tuant l'aspirant Moser, un militaire de la Kriegsmarine. Des otages sont exécutés en représailles, dont l'officier de marine et résistant Honoré d'Estienne d’Orves le 29 août 1941 au Mont-Valérien (ce qui lui vaudra d'être honoré à la station Trinité - d'Estienne-d'Orves sur la ligne 12, parmi sept autres stations de métro renommées à la mémoire de résistants morts pour la France).
Le 2 décembre 2016, une rame MF 01 de la ligne 2 déraille au niveau de la station, sans faire de victime, mais bloquant le trafic durant deux jours entre les stations Blanche et Belleville, le temps de remettre en état la voie endommagée. Cet accident est provoqué par la chute d’un coffre onduleur du train (organe technique permettant de transformer le courant en électricité utilisable pour la motorisation) situé sous la caisse d’une voiture.

### Modernisations
Au milieu des années 1960, les quais souterrains de la ligne 4 sont rallongés de 75 à 90 mètres, comme ceux de l'essentiel des stations de la ligne précitée, en prévision sa conversion au roulement pneumatique, réalisée entre octobre 1966 et octobre 1967. Cette opération vise à permettre l'accueil de nouvelles rames MP 59 dotées de six voitures, contre cinq pour l'ancien matériel Sprague-Thomson à roulement fer classique, afin d'augmenter le débit de la ligne pour faire face aux importantes surcharges chroniques apparues après la Seconde Guerre mondiale.
En parallèle, ses quais bénéficient d'une première modernisation par la mise en place d'un carrossage métallique sur les piédroits, doté de montants horizontaux de couleur vert d'eau et de cadres publicitaires dorés, éclairés par le haut. Ce modèle d'aménagement, alors largement déployé sur le réseau en tant que moyen de rénover les stations rapidement et à moindre coût, est ici complété de vitrines présentant des documents sur l'occupation de Paris lors de la Seconde Guerre mondiale, installée sur le quai en direction de Porte d'Orléans (actuelle direction Bagneux - Lucie Aubrac).
L'accès à la station souterraine de la ligne 4 sous l'extrémité occidentale du viaduc de la ligne 2 était originellement orné d'un édicule Guimard, inscrit au titre des monuments historiques par l'arrêté du 29 mai 1978. À l'occasion de travaux réalisés en 1987, cette trémie d'escalier fixe est remplacée par deux autres bouches de métro disposées de part et d'autre du viaduc sur le terre-plein central du boulevard de Rochechouart, donnant les actuels accès no 1 et 2. Ils sont agrémentés de balustrades sobres en acier, tandis que l'entourage d'origine est transféré à la station Bolivar sur la ligne 7 bis.
Le carrossage publicitaire des quais de la ligne 4 est retiré après 1988 au profit d'une décoration de style « Ouï-dire », caractérisée par ses bandeaux d'éclairage ici de couleur jaune, lesquels sont soutenus par des consoles courbes en forme de faux et diffusent une lumière blanche sur les quais ainsi qu'un éclairage multicolore sur la voûte. Les faïences blanches biseautées d'origine laissent place à du carrelage blanc plat, celui de la voûte ayant la particularité d'être disposé en diagonale, comme aux stations Nation sur la ligne 1 et Arts et Métiers sur la ligne 3. Les cadres publicitaires sont en céramique jaune de forme demi-cylindrique, tandis que des sièges « Motte » et banquettes « assis-debout » de même couleur sont installés.
En 1998, la station aérienne de la ligne 2 fait l'objet d'importants travaux de mise en accessibilité : des escaliers fixes métalliques sont démolis pour laisser place à des escaliers mécaniques montants ainsi qu'à des ascenseurs pour les personnes à mobilité réduite. En outre, les parois vitrées de la stations, de couleur verte jusqu'alors, sont repeintes en blanc et les huisseries des vitrages sont mises en valeur par une peinture orange.
Durant l'été 2013, la station de la ligne 2 est fermée au public jusqu'au 31 août afin de procéder au renouvellement à l'identique des verrières protégeant les quais des intempéries. Ce chantier nécessite alors la pose d'un imposant échafaudage surplombant les voies afin de maintenir la circulation des rames. Les entourages des baies vitrées sont repeints en gris anthracite à cette occasion, comme dans la plupart des stations aériennes de la ligne.
Dans le cadre de l'automatisation de la ligne 4, le point d'arrêt de celle-ci fait l'objet d'une nouvelle modernisation entre 2017 et 2023, perdant alors son style décoratif « Ouï-dire » au profit d'un retour au carrelage blanc biseauté d'origine, associé aux nouveaux aménagements spécifiques à cette ligne. Les quais sont rehaussés du 18 juin au 23 septembre 2018 afin de recevoir des portes palières, dont la pose se déroule en janvier 2021. La station est ainsi l'avant-dernière de la ligne à en bénéficier (avant Porte d'Orléans), compte tenu de la courbure des quais rendant leur installation plus délicate.

Anciens aménagements des quais
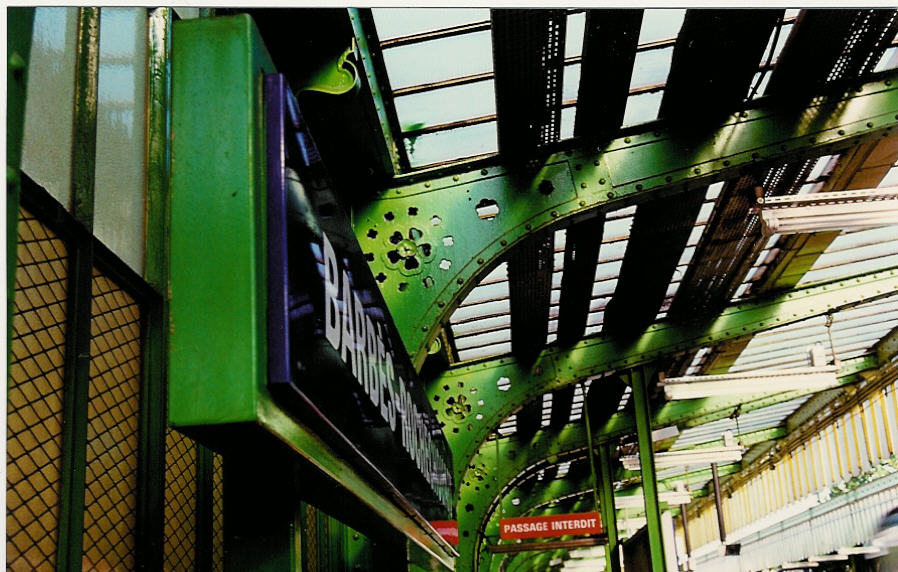
Les parois et marquises des quais de la ligne 2 en 1993, lorsqu'elles étaient peintes en vert.
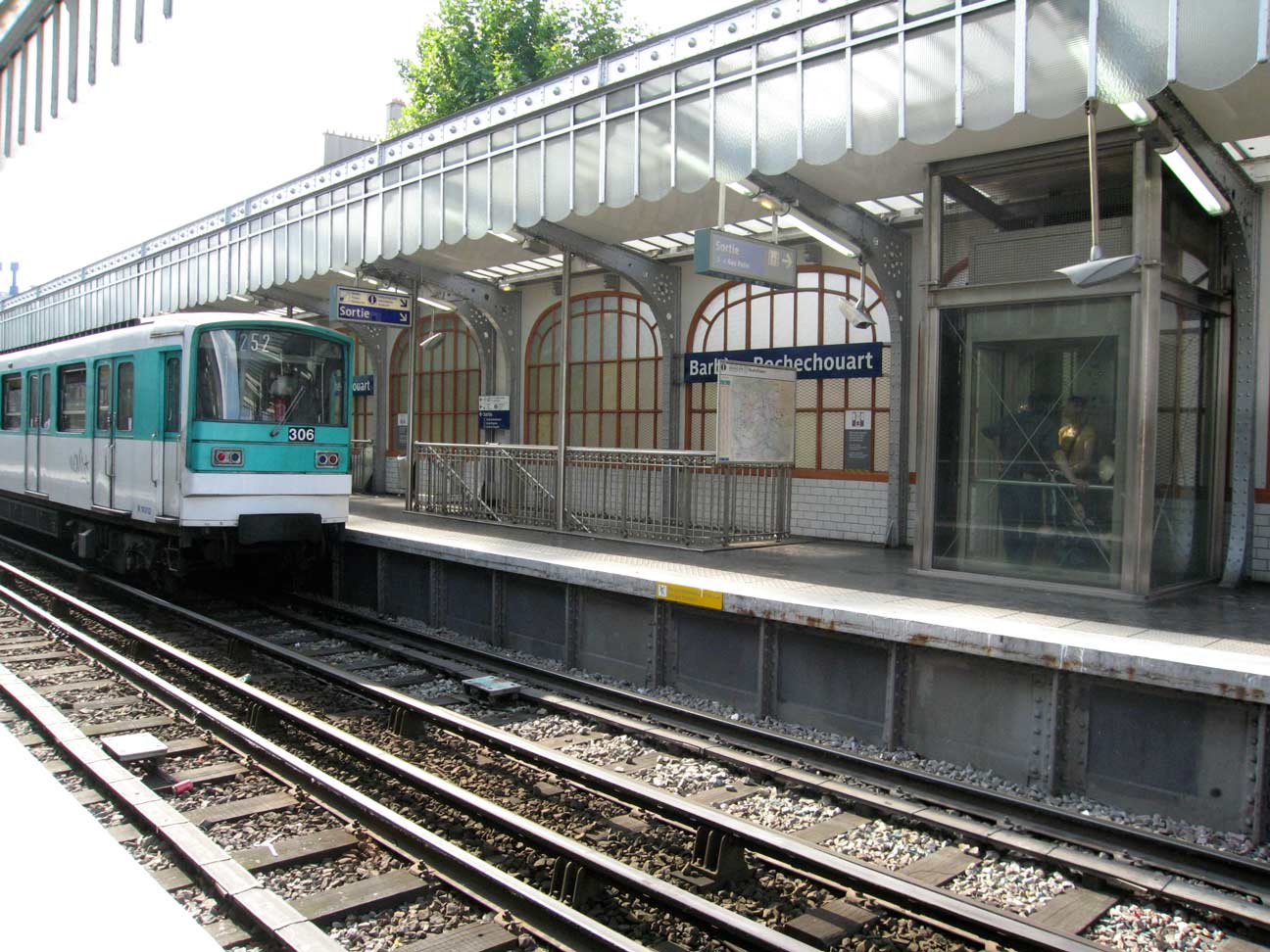
Les quais de la ligne 2 en 2006 avec les huisseries des vitrages peintes en orange.
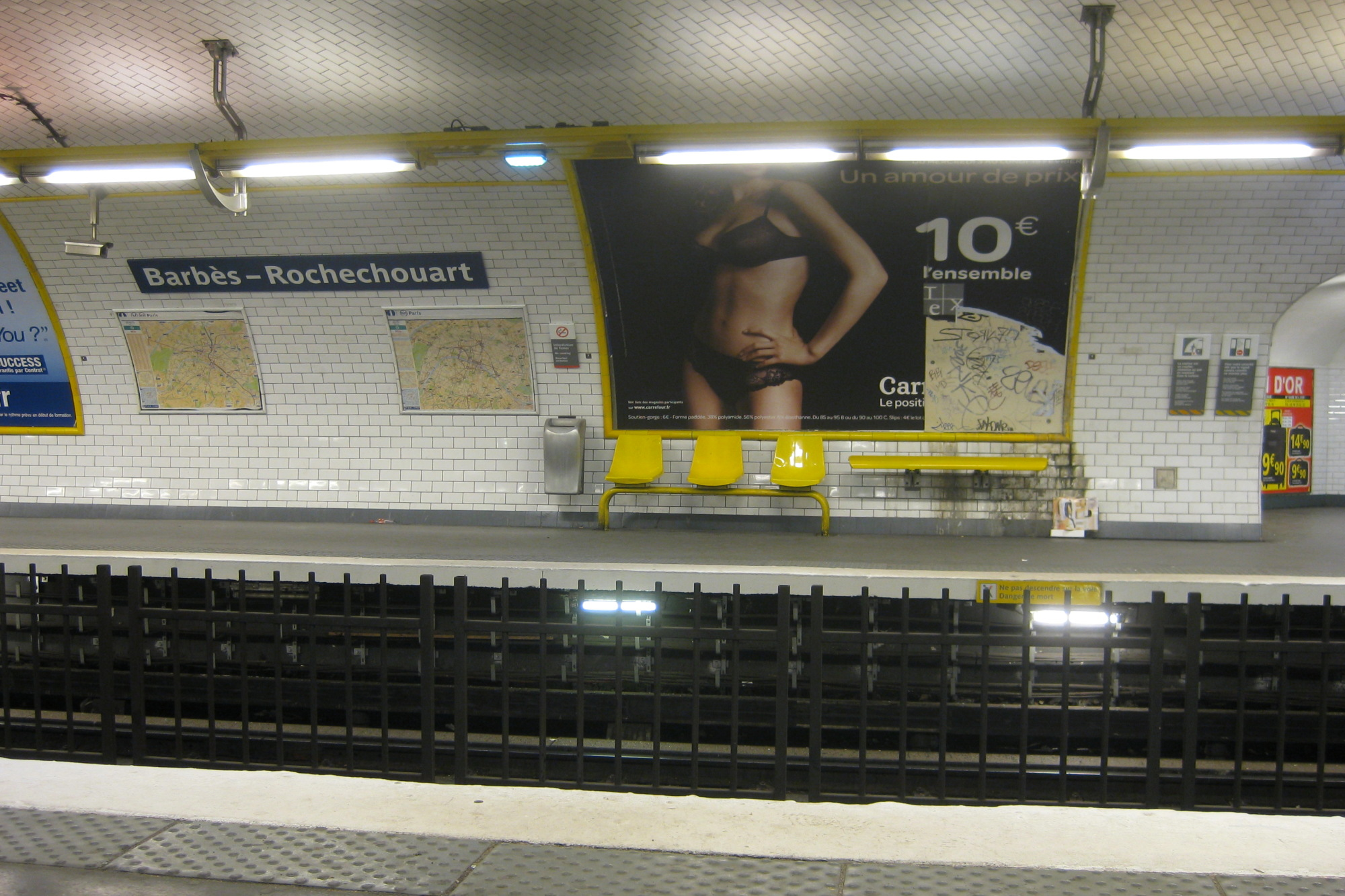
L'ancienne décoration de style « Ouï-dire » jaune sur les quais de la ligne 4, en 2010.

### Fréquentation
Nombre de voyageurs entrés à cette  station :
| Année                      | 2013      | 2014      | 2015      | 2016       | 2017       | 2018      | 2019      | 2020      | 2021      |
| -------------------------- | --------- | --------- | --------- | ---------- | ---------- | --------- | --------- | --------- | --------- |
| Nombre de voyageurs par an | 8 392 009 | 9 178 399 | 9 174 366 | 10 856 026 | 11 219 335 | 9 337 425 | 7 974 496 | 3 530 780 | 5 390 939 |
| Rang                       | 27e       | 23e       | 22e       | 17e        | 15e        | 21e       | 29e       | 40e       | 26e       |
| Nombre de stations         | 302       | 302       | 302       | 302        | 302        | 302       | 302       | 304       | 304       |

## Services aux voyageurs

### Accès
La station dispose de cinq accès répartis en six entrées et sorties :
- l'accès no 1 « Boulevard de Rochechouart », constitué d'un escalier fixe, débouchant au sud du terre-plein central du boulevard Marguerite-de-Rochechouart au droit du no 1 de ce dernier, le long de l'extrémité occidentale du viaduc de la ligne 2 ;
- l'accès no 2 « Boulevard de Magenta », également constitué d'un escalier fixe, se trouvant au nord du même terre-plein face au no 2 du boulevard Marguerite-de-Rochechouart (où se trouvait le magasin central de l'enseigne Tati jusqu'à sa fermeture définitive en 2021) ;
- l'accès no 3 « Boulevard Barbès » comprenant une entrée et une sortie établies de part et d'autre de la station aérienne de la ligne 2, sur le terre-plein central du boulevard de la Chapelle, situées respectivement au droit du cinéma Le Louxor qui fait l'angle avec le boulevard de Magenta (au  no 170 de ce dernier) et de la Brasserie Barbès qui se trouve à l'angle avec le boulevard éponyme (au no 2 de celui-ci) ;
- l'accès no 4 « Boulevard de la Chapelle » constituant l'entrée principale de la station, aménagée sous la forme d'un large escalier menant aux quais aériens de la ligne 2, à l'extrémité occidentale du terre-plein central du boulevard de la Chapelle ;
- l'accès no 5 « Rue Guy-Patin » comprenant une simple sortie depuis l'extrémité orientale de l'espace commun sous le viaduc de la ligne 2, sur le terre-plein central du boulevard de la Chapelle au débouché de la rue Guy-Patin.

Les trémies d'escaliers des accès no 1 et 2 sont agrémentées d'une balustrade d'aspect sobre, en acier peint en vert, ainsi que d'un mât avec un « M » jaune inscrit dans un cercle, ces modèles étant apparus après la Seconde Guerre mondiale. Les deux accès précités remplacent une ancienne entrée sous le viaduc, qui était ornée d'un édicule Guimard transféré en 1987 à la station Bolivar sur la ligne 7 bis. Leurs piédroits sont dorénavant traités avec des carreaux en céramique blancs plats au format fin et étiré, posés verticalement et alignés en colonnes, que l'on retrouve également au terminus de La Courneuve - 8 Mai 1945 sur la ligne 7 ainsi que dans certains accès à la station Porte de la Villette sur cette même ligne.

Accès à la station
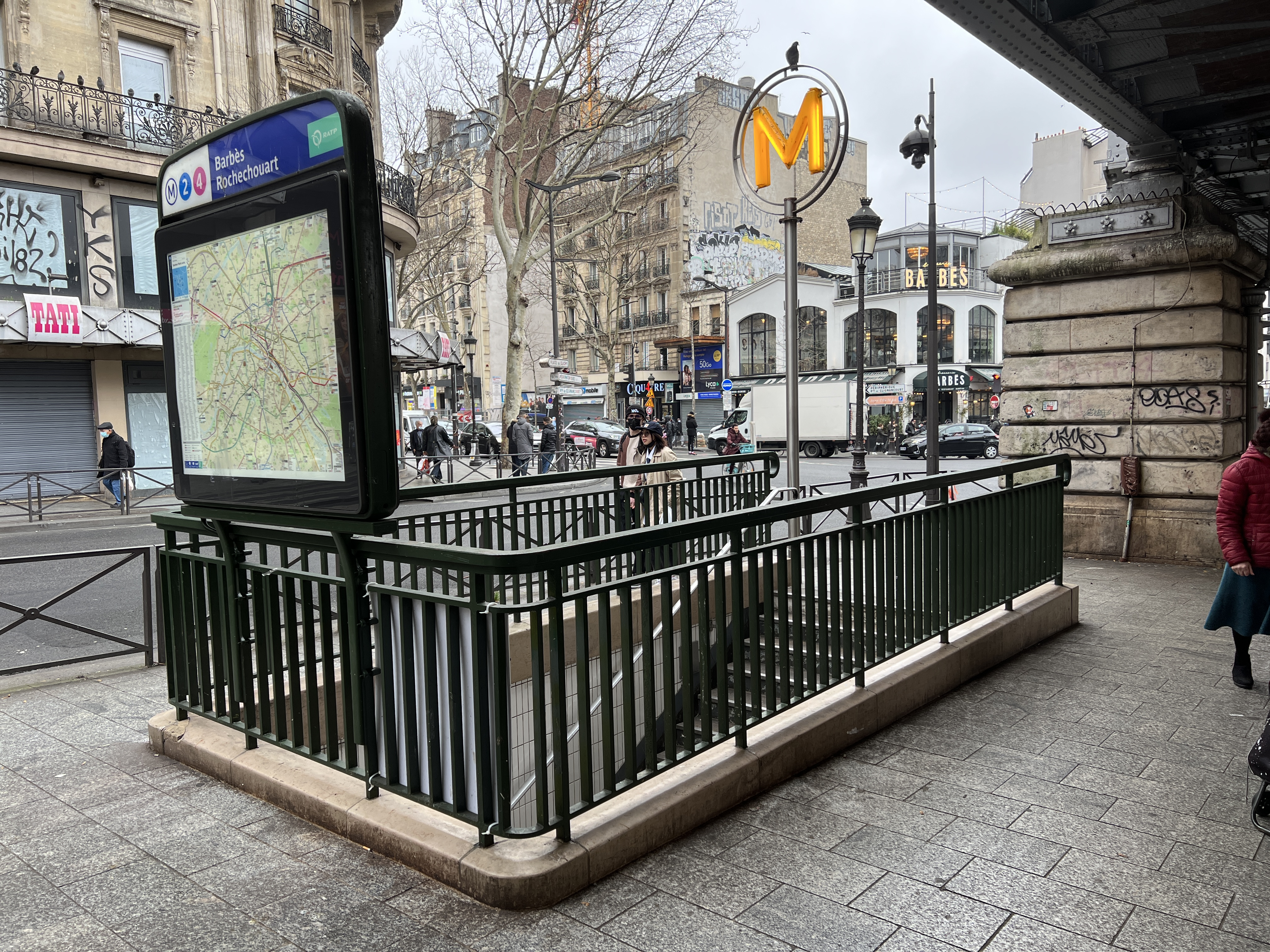
L'accès no 1, « Boulevard de Rochechouart ».
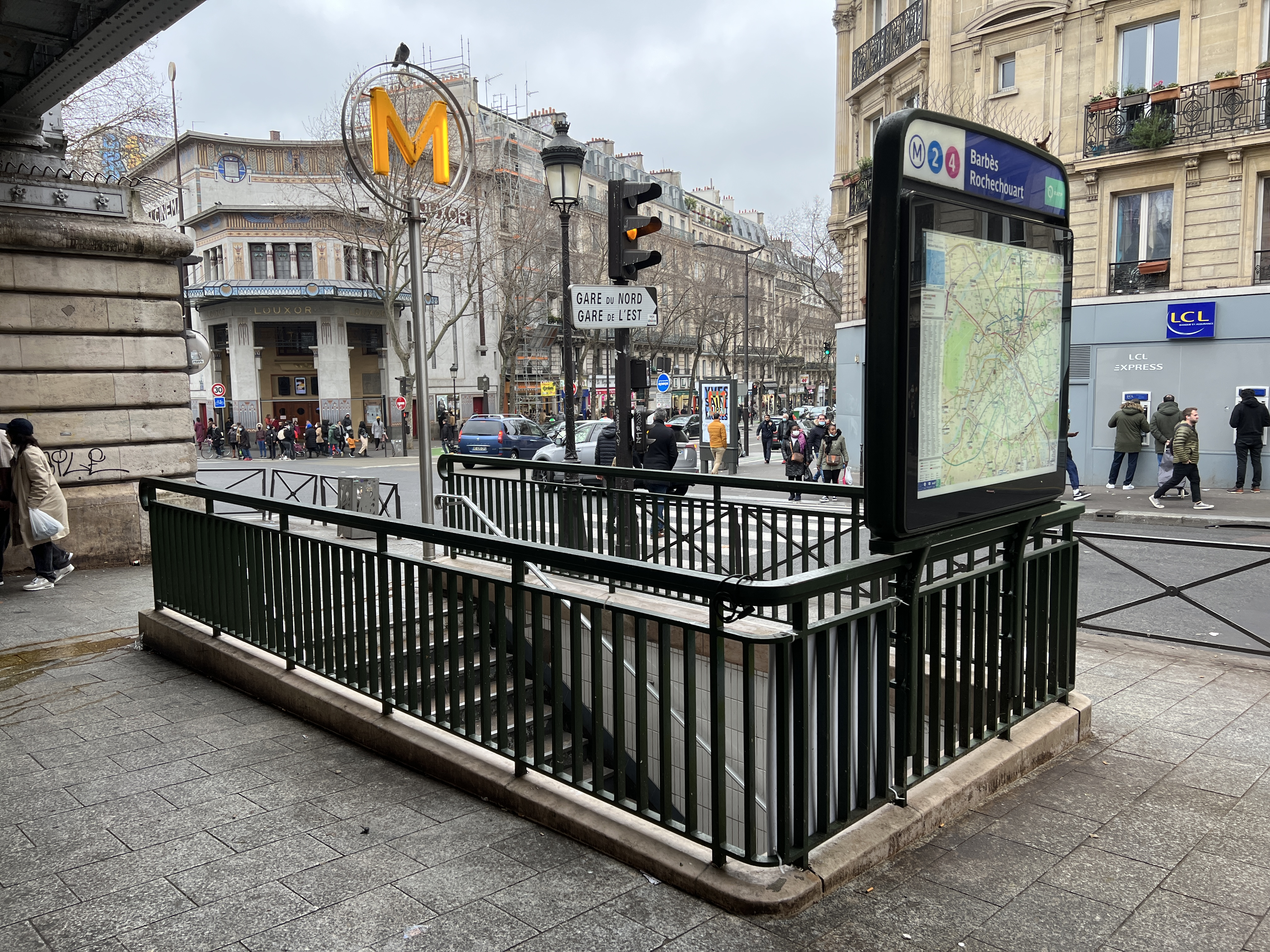
L'accès no 2, « Boulevard de Magenta ».
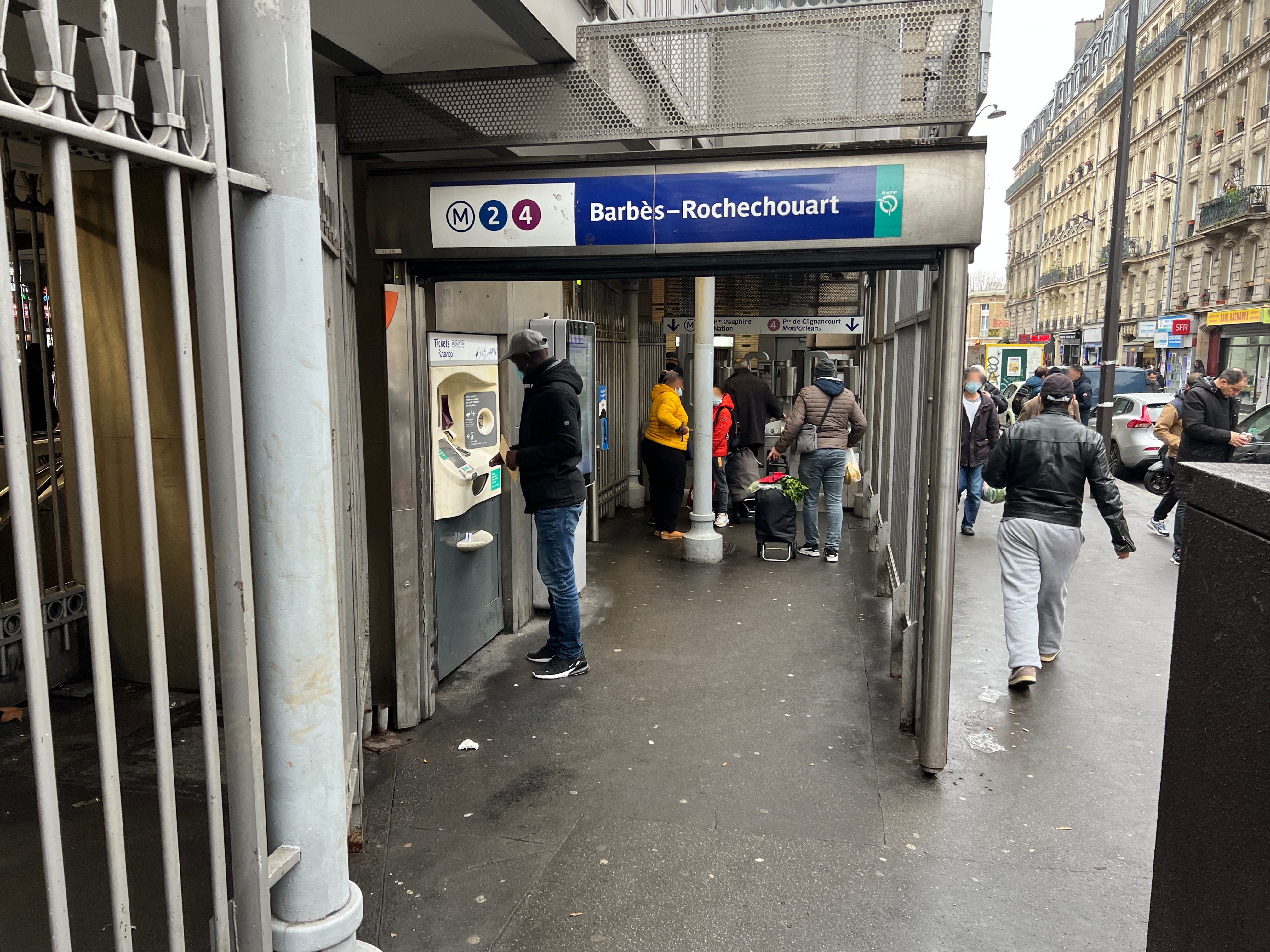
L'accès no 3, « Boulevard Barbès » (côté sud).
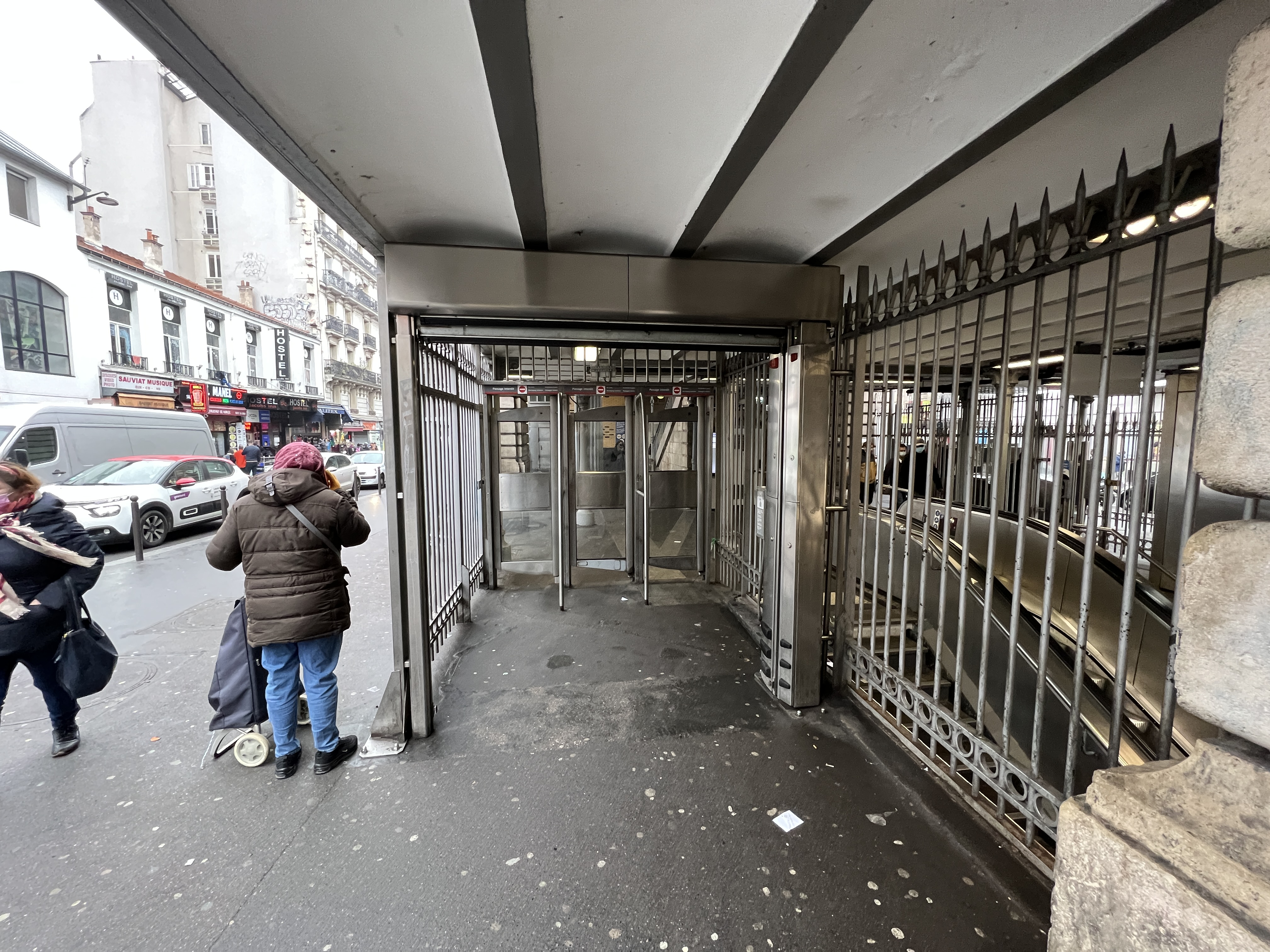
La sortie secondaire rattachée à l'accès no 3 (côté nord).
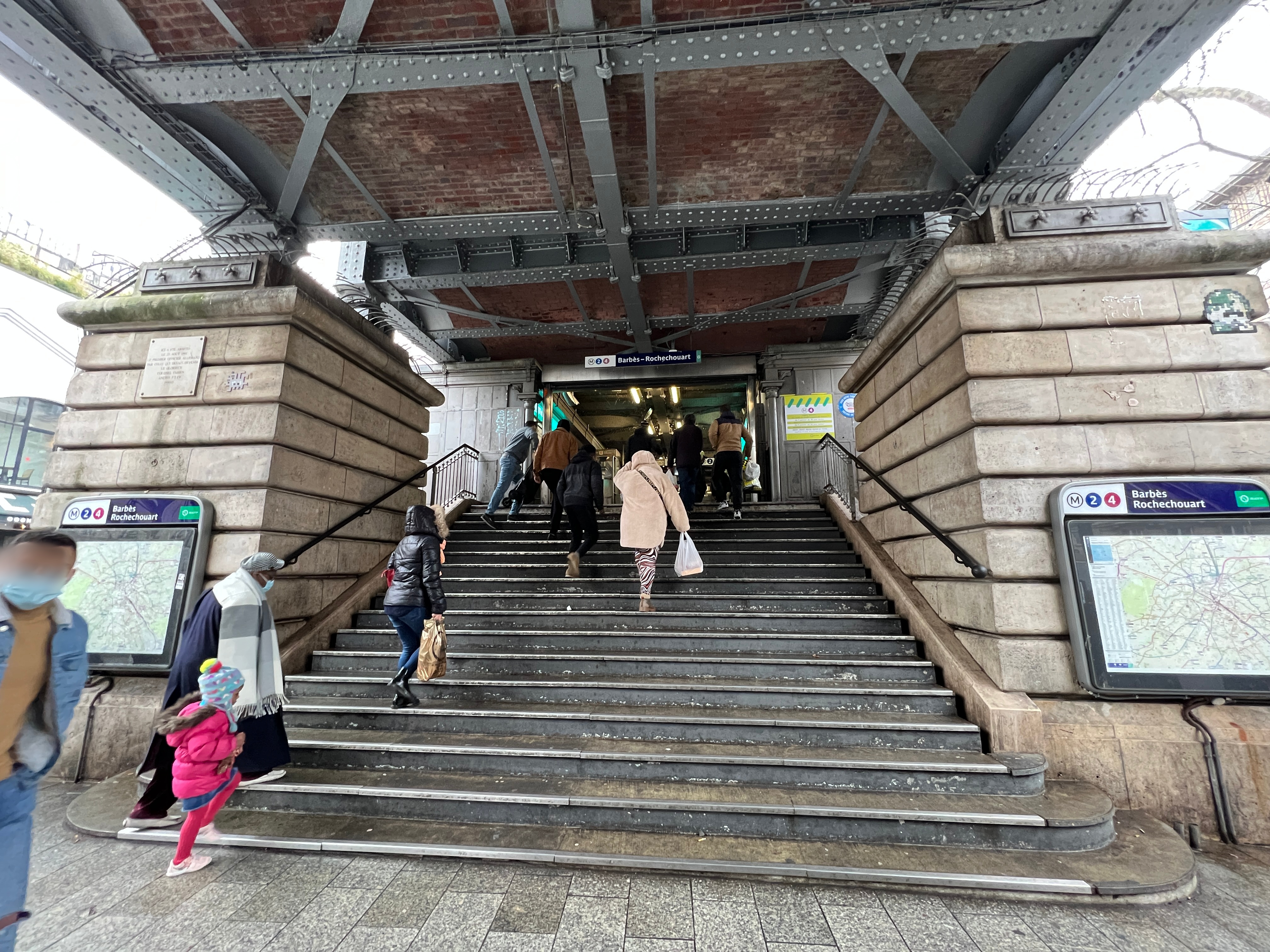
L'accès no 4, « Boulevard de la Chapelle ».
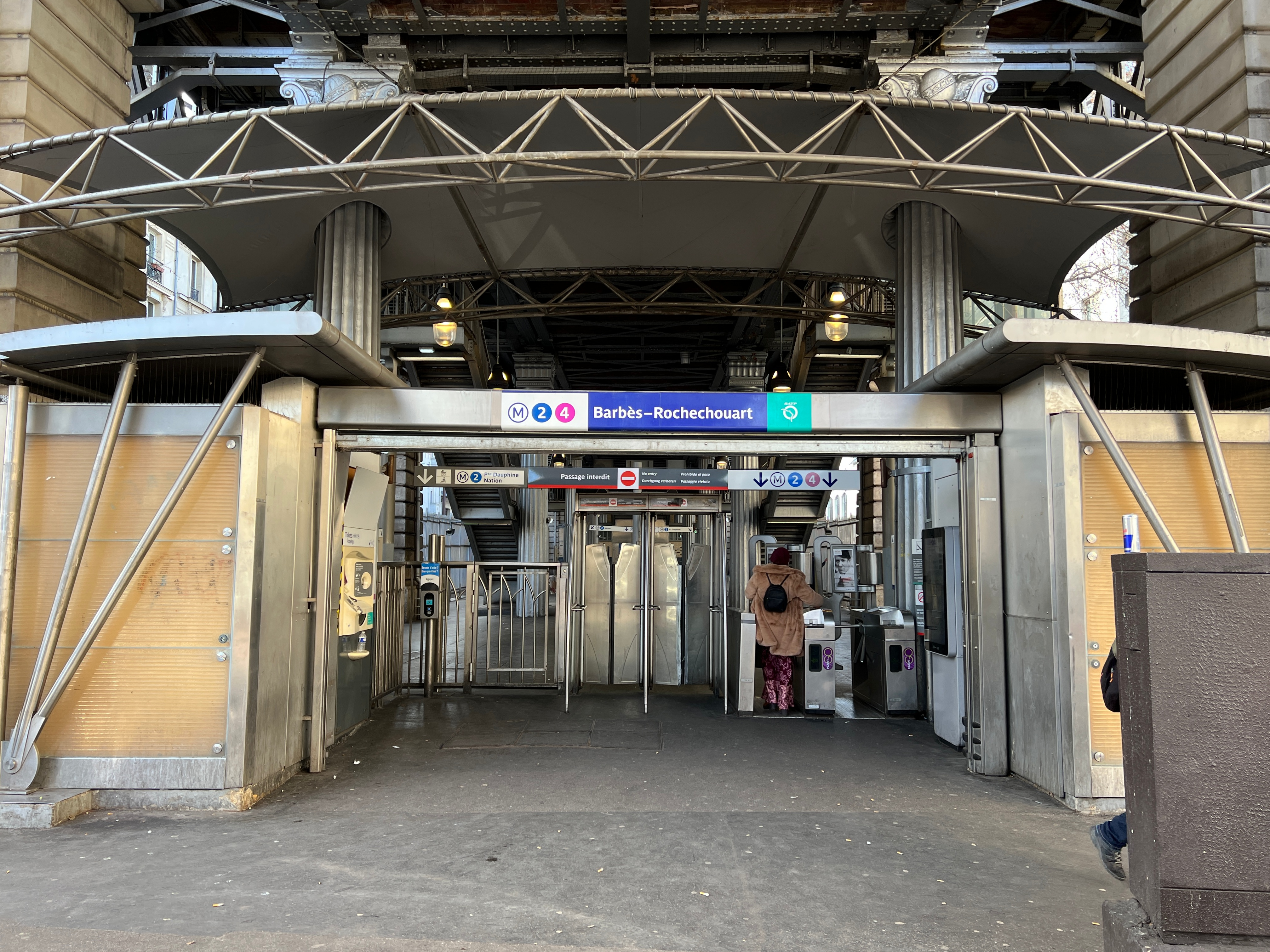
L'accès no 5, « Rue Guy-Patin ».

Les accès no 3 à 5 débouchent sur un espace commun sous le viaduc, d'où l'accès aux quais aériens de la ligne 2 s'effectue au moyen d'escaliers fixes, d'escaliers mécaniques montants ou d'ascenseurs pour les personnes à mobilité réduite, à la suite de travaux de mise en accessibilité réalisés en 1998.

Espace d'échanges sous le viaduc de la ligne 2
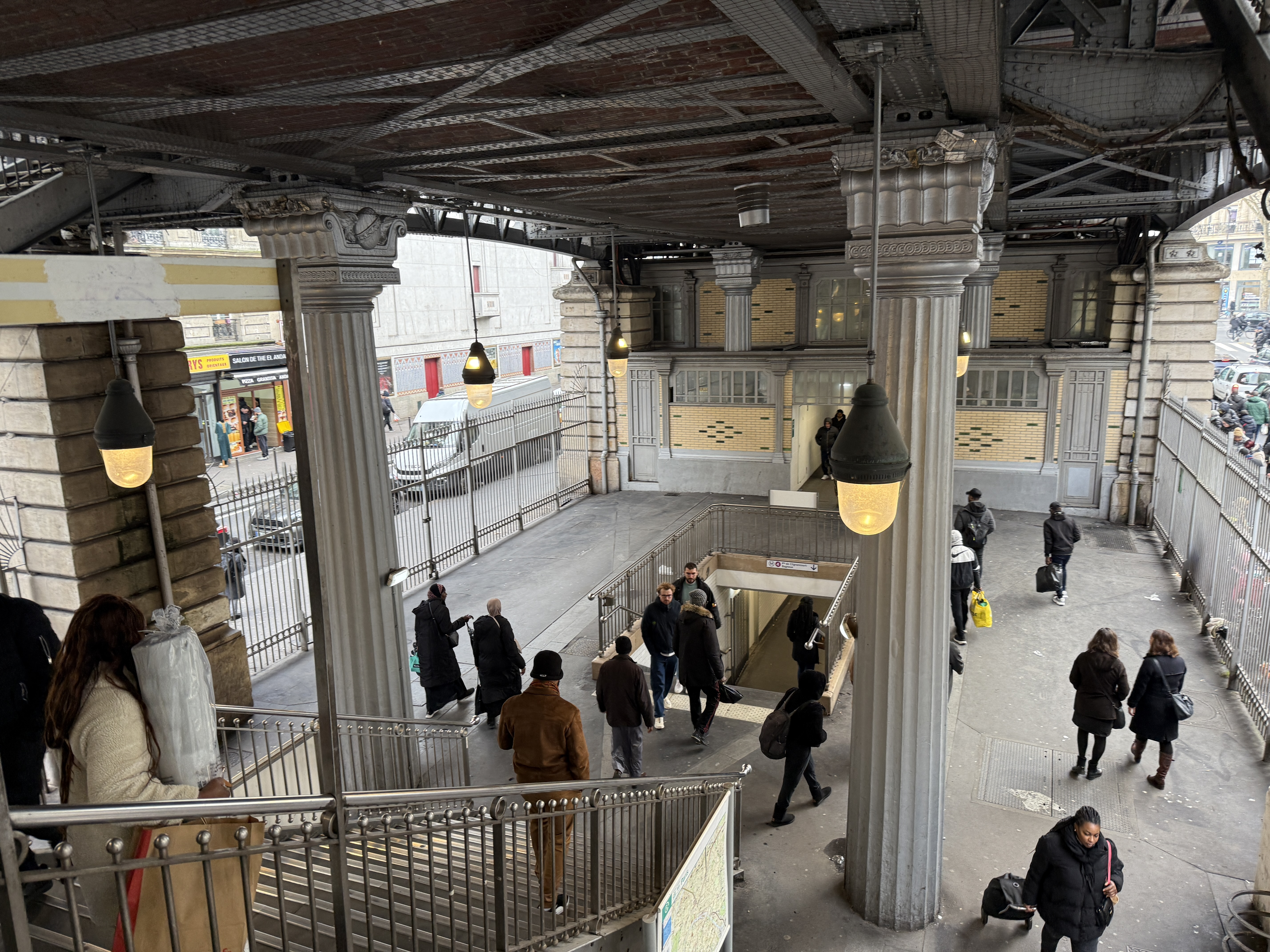
L'espace d'échanges sous la ligne 2, vu vers l'ouest.
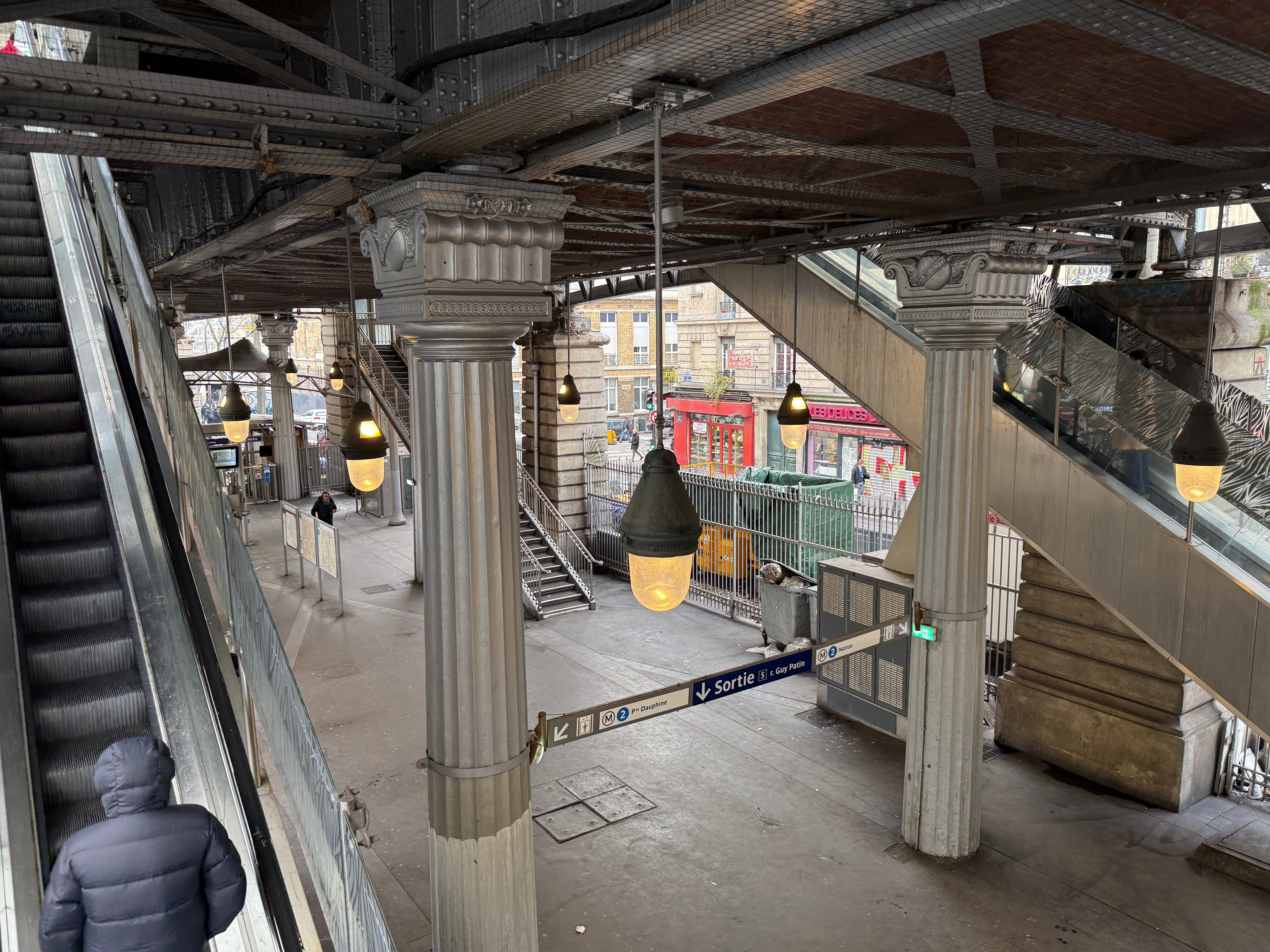
Le même espace commun vu en direction de l'est.
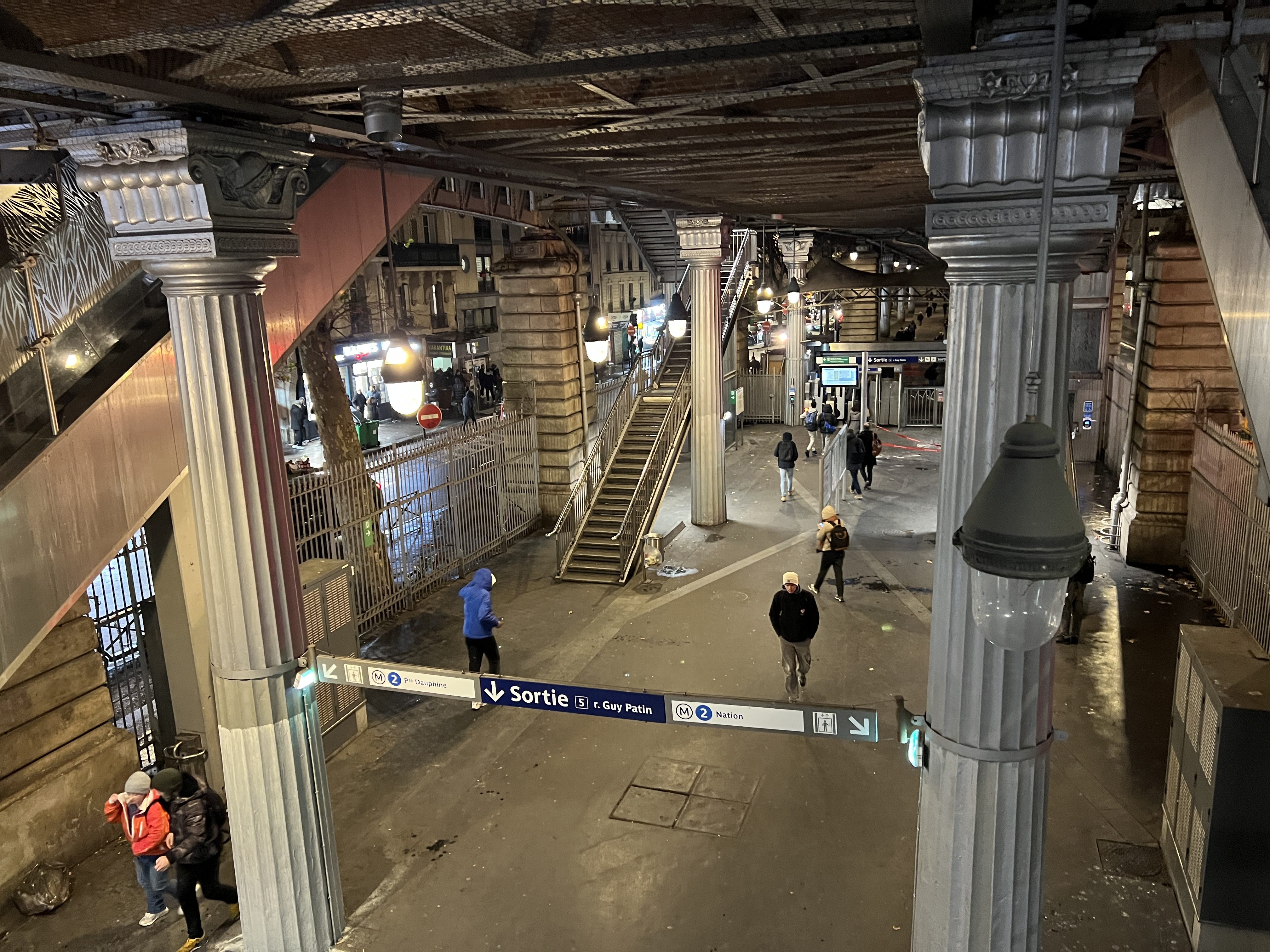
Vue de la salle d'échanges à la nuit tombée.

### Quais
Les quais des deux lignes sont de configuration standard pour le métro de Paris : au nombre de deux par points d'arrêt, ils sont séparés par les voies du métro situées au centre. Ceux de la ligne 2, établis sur un viaduc, sont d'une longueur conventionnelle de 75 mètres, tandis que ceux de la ligne 4, souterrains, ont été rallongés à 90 mètres dans le cadre de la conversion de celle-ci au roulement pneumatique dans les années 1960.
Les quais de la ligne 2 sont soutenus par de vastes piliers en pierre de taille, lesquels sont décorés avec des guirlandes et cornes d’abondance, tout en étant frappés des armes de la Ville de Paris ou du globe terrestre. Les voyageurs sont protégés des intempéries par des marquises, comme dans l'ensemble des stations aériennes de la ligne 2, dont elle se distingue cependant par un élargissement des quais au droit de leur extrémité occidentale, où la couverture prend appui sur des piliers de fonte. Les piédroits verticaux sont constitués de baies vitrées en verre dépoli, hormis aux extrémités des quais où les verrières sont sont transparentes et ornées de motifs zébrés. Ces vitrages sont montés des allèges, recouvertes de carreaux en céramique blancs plats et décorées à l'extérieur de guirlandes et motifs sculptés dans des garnissages en pierre de taille. Les quais sont dépourvus de sièges et de publicités, mais disposent de barres « assis-debout » et de banquettes en arc de cercle traitées en carrelage blanc plat. Le nom de la station figure en police de caractères Parisine sur des plaques émaillées et l'éclairage est assuré par des tubes indépendants, suspendus aux poutres des marquises.
À l'extrémité occidentale de la station, il est par ailleurs possible d'apercevoir la basilique du Sacré-Cœur de Montmartre depuis la queue du quai en direction de Nation, dont le clocher est visible au-dessus de l'îlot d'immeubles compris entre la rue Bervic au sud et la rue Boissieu au nord.

Quais de la ligne 2
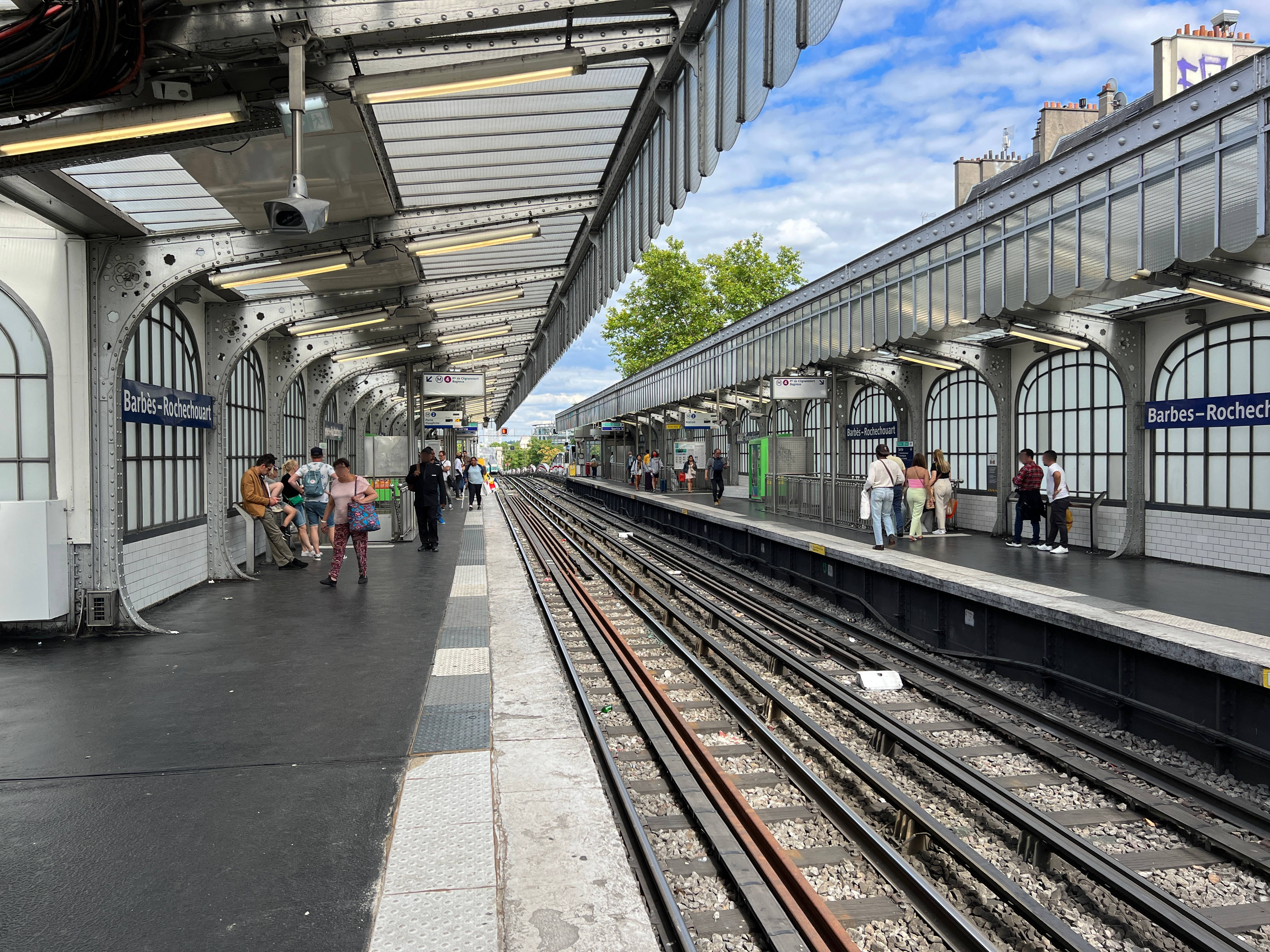
Les quais aériens vus en direction de Nation.
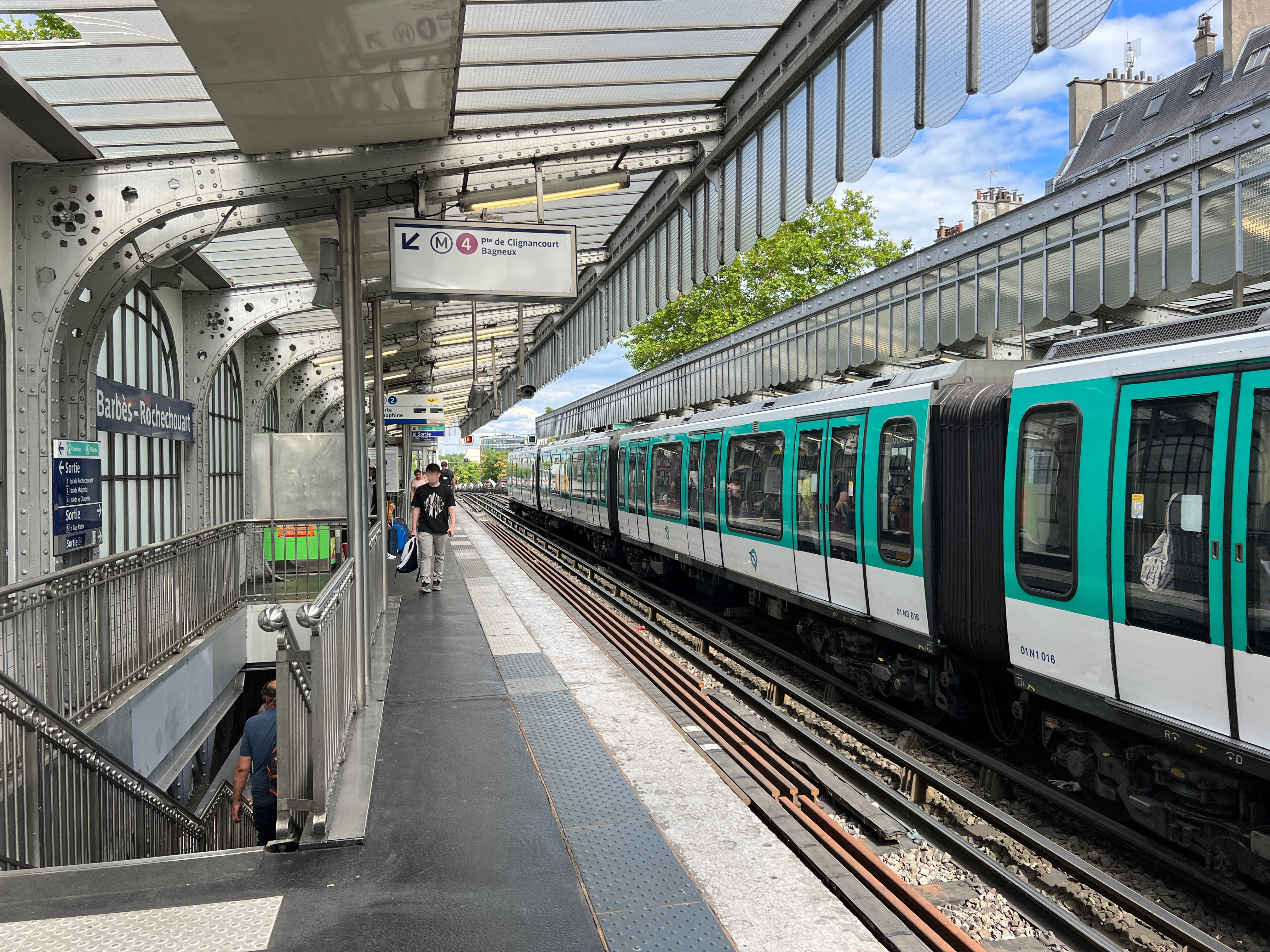
Arrêt d'une rame MF 01 en direction de Nation.
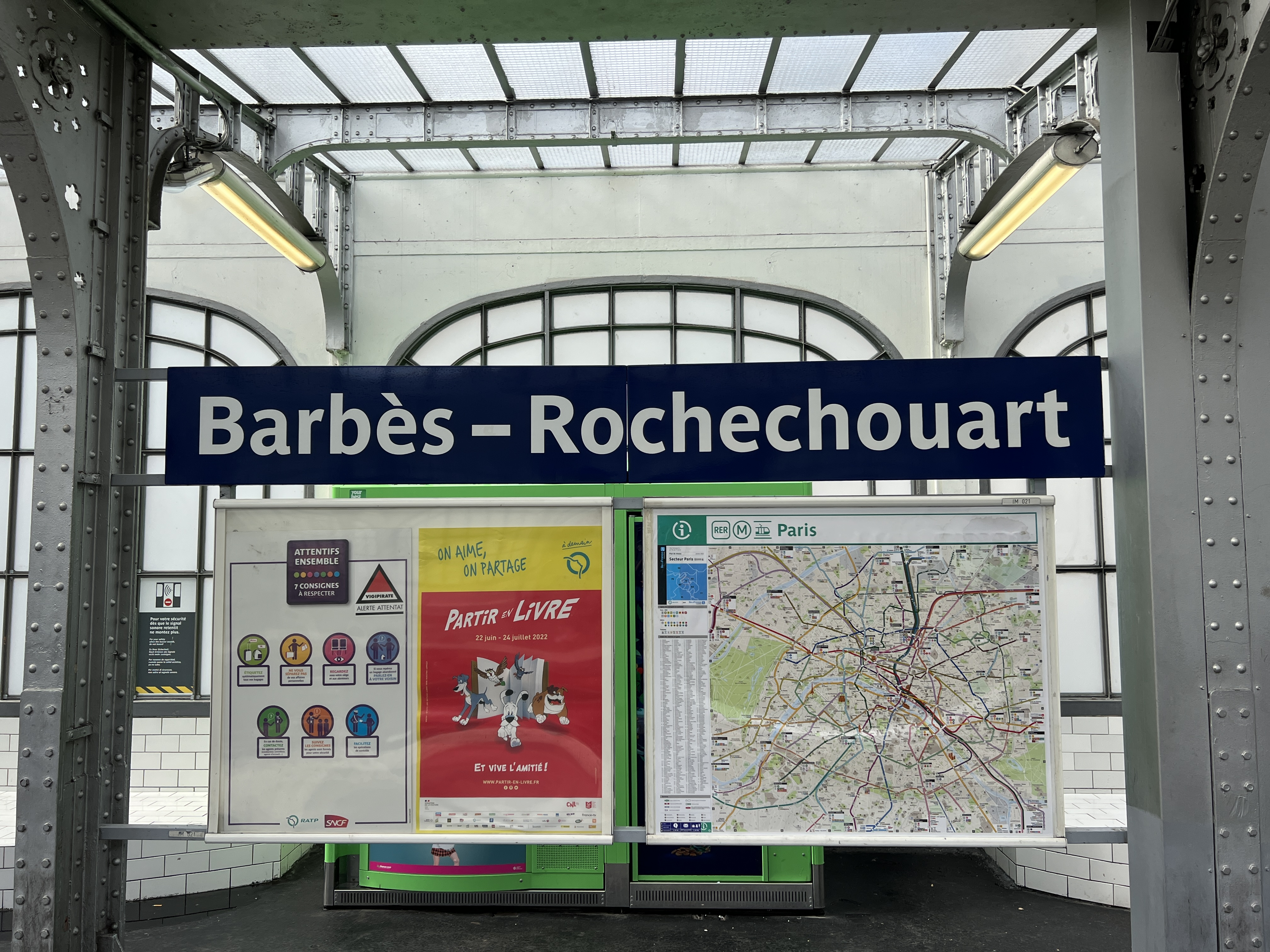
Plaque émaillée indiquant le nom de la station.

Les quais de la ligne 4 sont établis en courbe et possèdent une voûte elliptique. La décoration est du style utilisé pour la rénovation des stations de la ligne précitée dans le cadre de son automatisation intégrale. Ainsi, les bandeaux d'éclairage indirect sont blancs et spécifiques à cette ligne, tandis que des « coins salons » sont aménagés face aux intercirculations des rames : ils comportent des sièges « Akiko » de couleur bordeaux, disposés au droit d'un panneau métallique monochrome de couleur gris bleuté en l'occurrence, lequel intègre une plaque émaillée sur laquelle le nom de la station est inscrit en police de caractères Parisine avec un lettrage rétro-éclairé. Les carreaux en céramique blancs biseautés recouvrent les piédroits, la voûte ainsi que les tympans. Les quais sont carrelés en deux tons de gris (anthracite sur l'essentiel de leur longueur et en gris plus clair au droit des espaces d'attente) et comportent des portes palières intégrales (incorporant des écrans SIEL) afin de prévenir les risques de chutes de voyageurs sur les voies. Chaque piédroit comporte également trois écrans publicitaires inclinés, en remplacement des traditionnelles affiches en papier.

Quais de la ligne 4
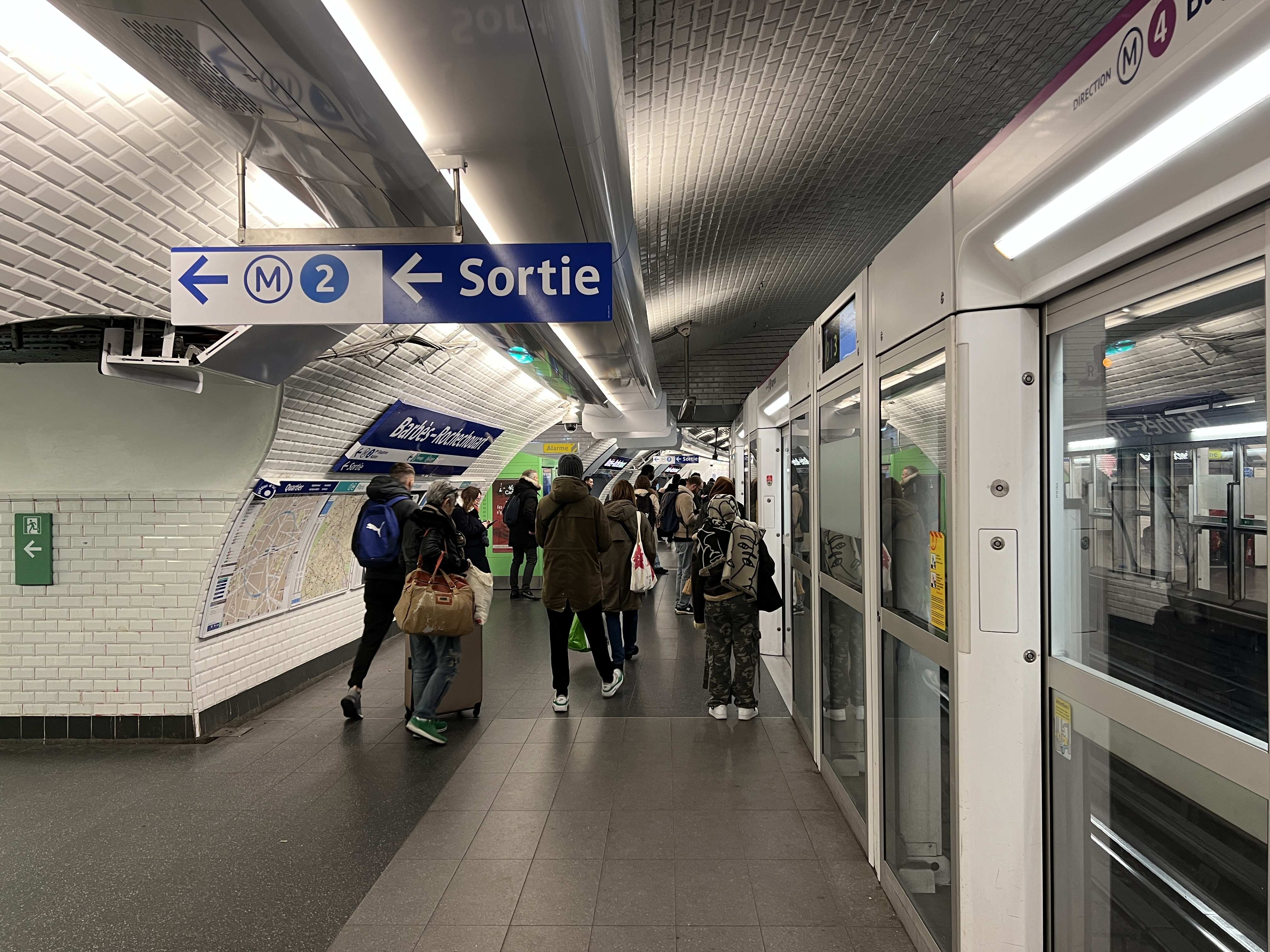
Le quai en direction de Bagneux - Lucie Aubrac, en 2024.
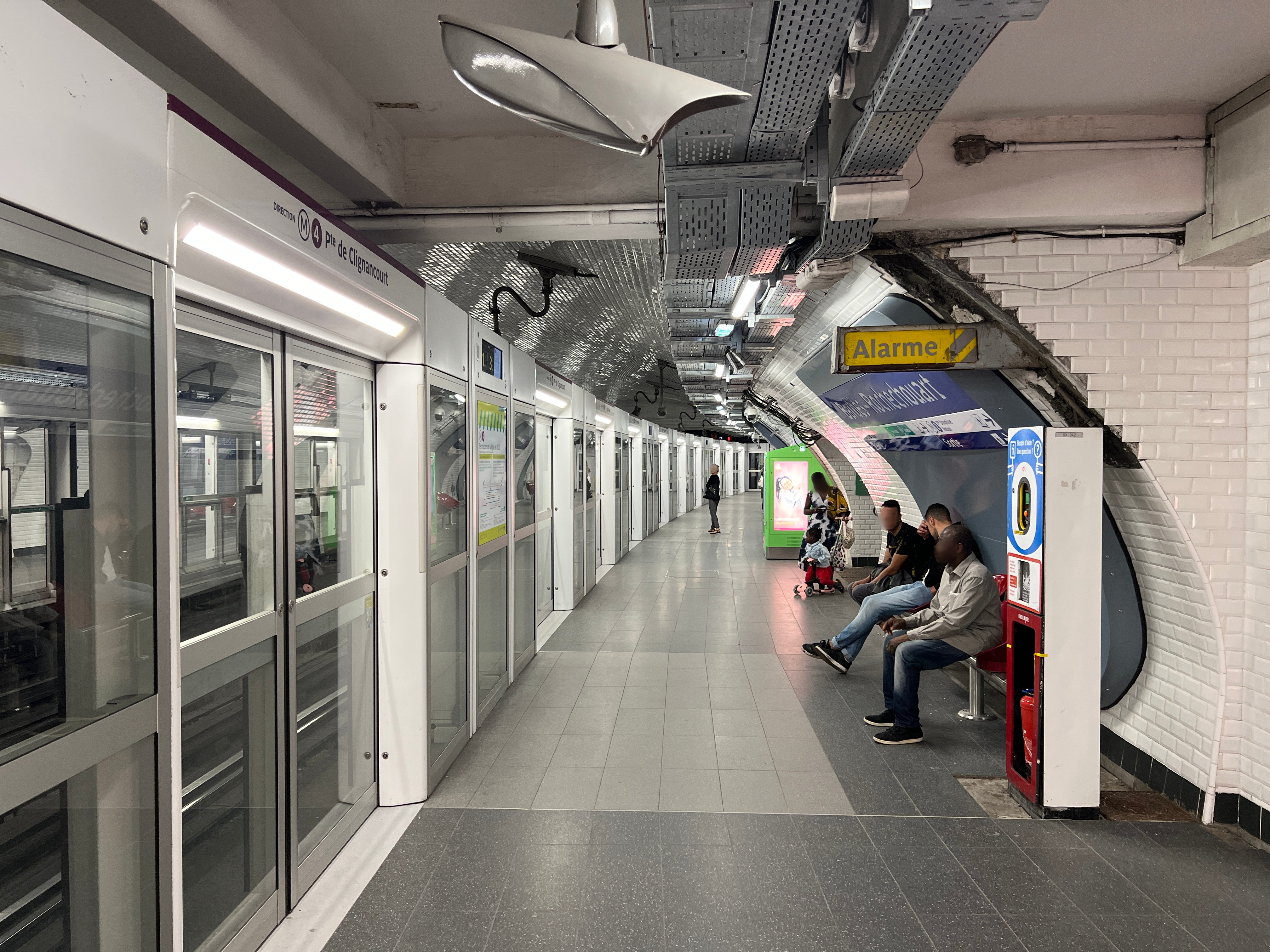
Le quai en direction de Porte de Clignancourt, en 2022.
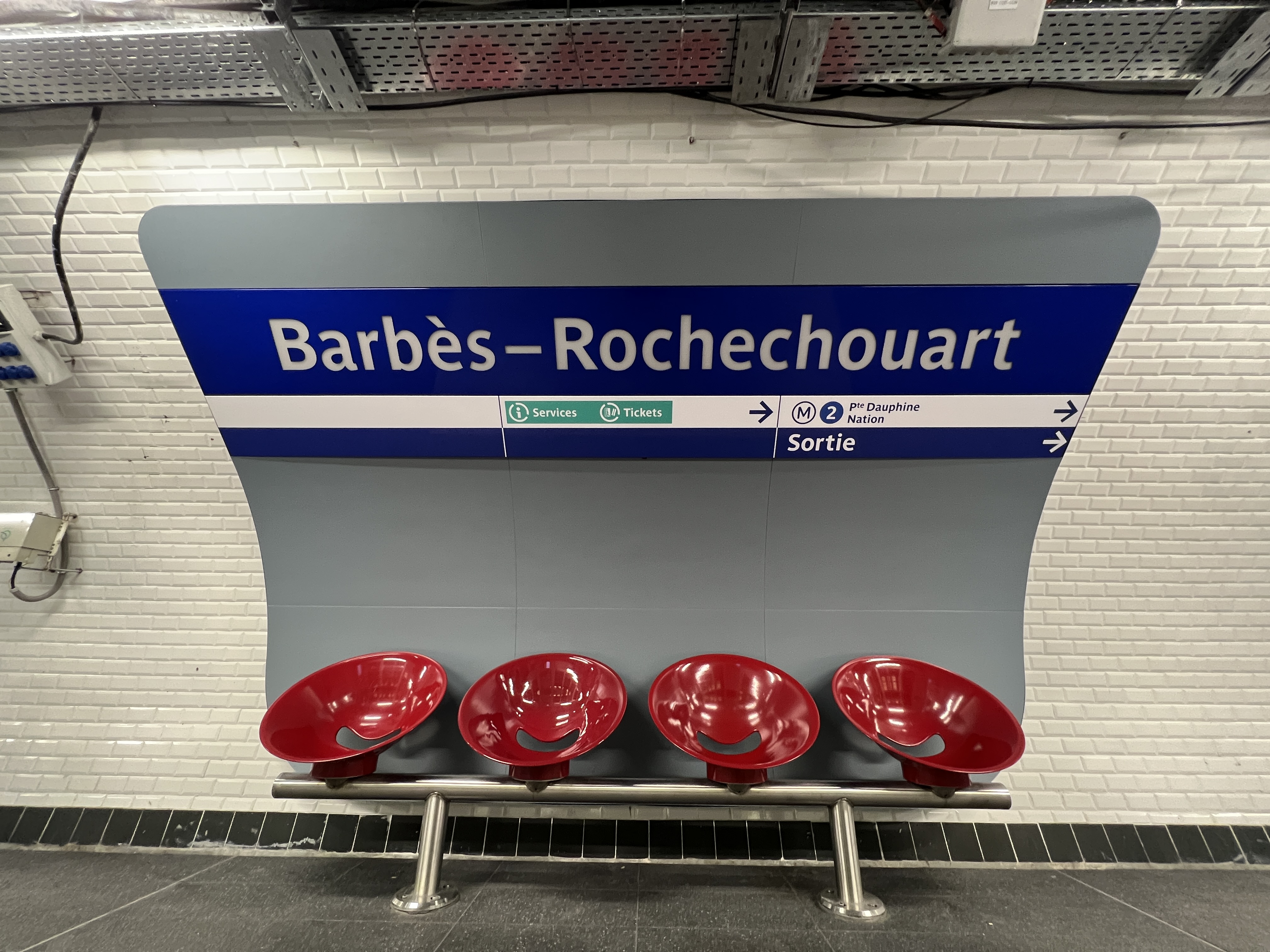
Espace d'attente intégrant le nom de la station.

### Intermodalité
La station est desservie par les lignes 31, 54, 56 et 85 du réseau de bus RATP et, la nuit, par les lignes N01, N02, N14 et N44 du réseau Noctilien.

## À proximité

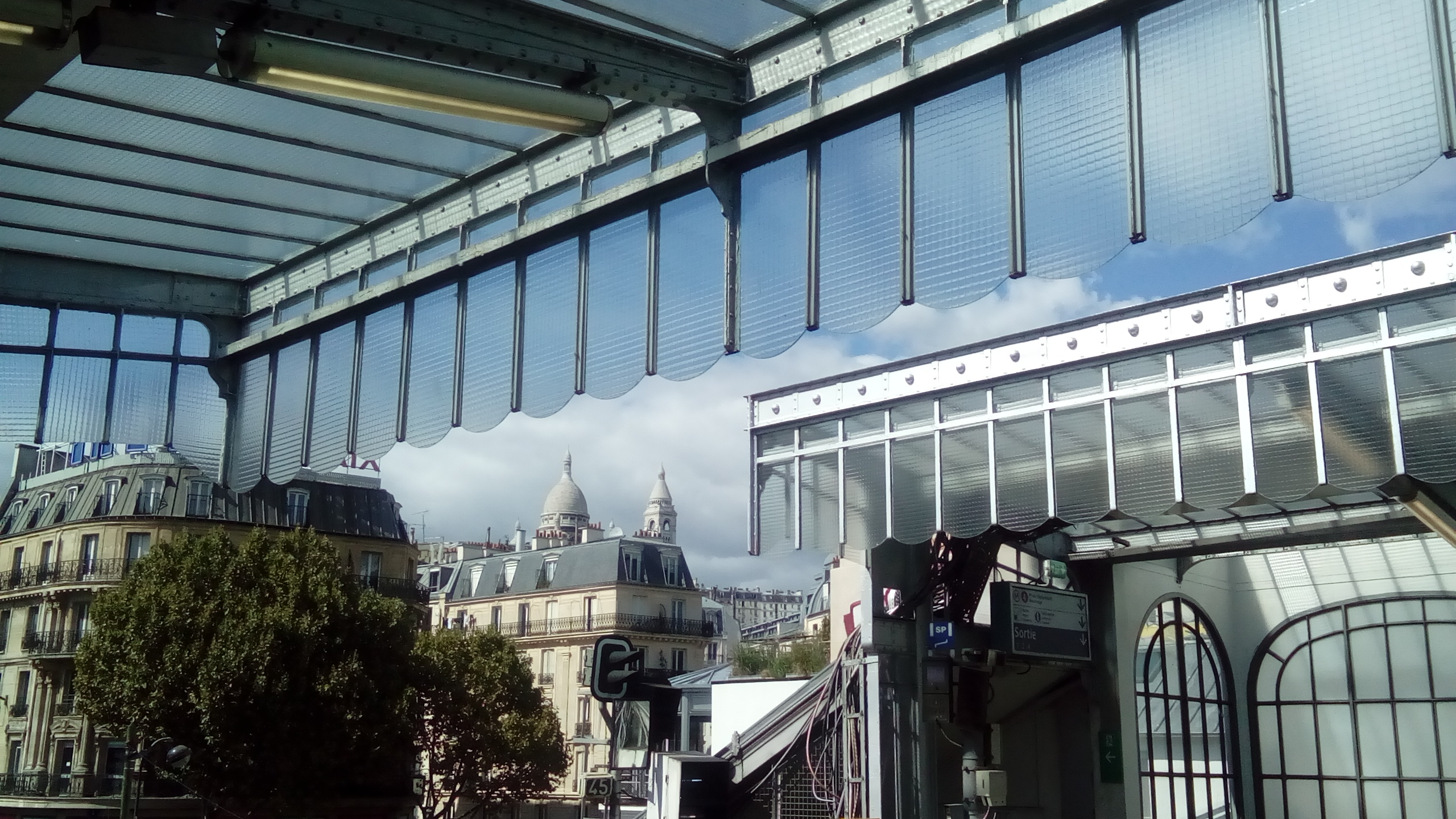
Vue sur la basilique du Sacré-Cœur de Montmartre depuis l'extrémité occidentale des quais de la ligne 2.

- Versant sud-est de la butte Montmartre
- Viaduc de la ligne 2 du métro
- Le Louxor
- Hôpital Lariboisière
- FGO-Barbara
- Square Léon
- Église Saint-Bernard de la Chapelle
- Grands Magasins Dufayel

## Filmographie
La station apparaît à deux reprises dans le film de François Truffaut Domicile conjugal, sorti en 1970, avec Claude Jade et Jean-Pierre Léaud. Dans la première scène, le personnage principal, Antoine Doinel, y déduit que son épouse est enceinte en regardant une affiche publicitaire représentant un nourrisson, placée sur le mur du quai de la ligne 2 en direction de Nation (les stations aériennes de cette ligne étant habituellement dépourvues de publicités). Dans la seconde séquence, Antoine croise sur le quai (toujours de la ligne 2) le personnage de Jacques Tati, monsieur Hulot.
Le film Les Ripoux, réalisé en 1984 par Claude Zidi, présente quelques scènes tournées dans les environs immédiats de la station.